# Emanuel Landelius
Karl Emanuel Johannes Landelius, född 12 maj 1876 i Stockholms-Näs församling, Uppsala län, död 22 juni 1955, var en svensk kirurg. 
Landelius, som var son till godsägare Carl Johan Landelius och Ida Sofia von Stapelmohr, avlade studentexamen i Stockholm 1894, avlade mediko-filosofisk examen vid Uppsala universitet 1895, blev medicine kandidat 1899 och medicine licentiat 1904 vid Karolinska institutet i Stockholm. Han var extra amanuens och andre amanuens i patologi vid Karolinska institutet i 1½ år 1898–1900, t.f. underläkare vid Gävle lasarett tillsammans 3 månader 1901–1902, andre underläkare där januari-november 1904 och förste underläkare 1904–1908. Han var amanuens vid Sabbatsbergs sjukhus gynekologiska klinik 1908–1909, t.f. lasarettsläkare vid Borås lasarett 1909–1912, lasarettsläkare i Mora 1911–1913, i Hudiksvall 1913–1927 och i Gävle från 1927, vid kirurgiska avdelningen där från 1929. Han tillhörde stadsfullmäktige i Hudiksvall 1921–1927. Han skrev ett antal arbeten i kirurgiska ämnen. Han ligger begravd på Norra begravningsplatsen i Stockholm.